# Ullsfjords kommun
Ullsfjords kommun (norska: Ullsfjord kommune) var en kommun i Troms fylke i norra Norge. Kommunen omfattade den sydöstra delen av nuvarande Tromsø kommun (området kring Sørfjorden) samt en mindre del av nuvarande Lyngens kommun (Svensbyområdet). Byn Sjursnes utgjorde kommunens centralort.

## Administrativ historik
Den 1 januari 1867 överfördes ett bebott område (Sørfjordens socken med 862 invånare) från Karlsøy kommun till Lyngens kommun.
Sørfjords kommun upprättades den 1 januari 1902 genom utbrytning ur Lyngens kommun. Kommunen hade 1 139 invånare vid upprättandet.
1938 bytte kommunen namn från Sørfjords kommun till Ullsfjords kommun.
Den 1 januari 1964 upplöstes kommunen och delades. Huvuddelen (med 2 019 invånare) fördes, tillsammans med Tromsøysunds kommun och en del av Hillesøy kommun, till Tromsø kommun medan Svensbyområdet (med 171 invånare) fördes, tillsammans med en del av Karlsøy kommun, till Lyngens kommun. Kommunen hade vid delningen totalt 2 190 invånare.